# Fritz Schaudinn

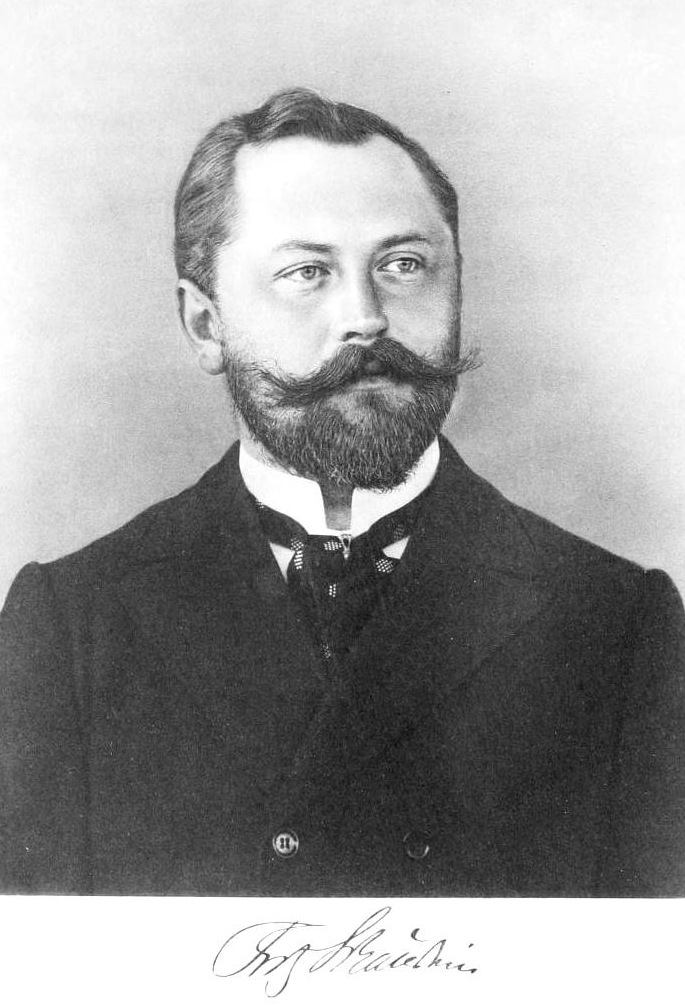
Fritz Schaudinn

Fritz Richard Schaudinn (auch: Friedrich Schaudinn; * 19. September 1871 in Röseningken, Ostpreußen; † 22. Juni 1906 in Hamburg) war ein deutscher Zoologe und Protozoenforscher. Er entdeckte zusammen mit dem Dermatologen Erich Hoffmann 1905 am Berliner Klinikum Charité den Syphiliserreger Spirochaeta pallida (auch bekannt als Treponema pallidum subspec. pallidum).

## Leben
Fritz Schaudinn besuchte die Gymnasien in Insterburg und Gumbinnen. Seine Absicht, an der Friedrich-Wilhelms-Universität in Berlin Philologie zu studieren, gab er nach einem Jahr auf und wandte sich 1890 den Naturwissenschaften, besonders der Zoologie zu. Bereits während seines Studiums befasste Schaudinn sich auf Anregung Franz Eilhard Schulzes vor allem mit der Erforschung von Protozoen. Seine Dissertationsschrift behandelt die Fortpflanzung der Foraminiferen. Im März 1894 wurde er in Berlin bei Schulze zum Dr. rer. nat. promoviert und im Oktober zum Assistenten am Zoologischen Institut der Berliner Universität ernannt.
Nach seiner Habilitation 1898 unternahm Schaudinn mit Fritz Römer eine wissenschaftliche Expedition in das Nördliche Eismeer mit dem zu diesem Zweck gecharterten Fischdampfer Helgoland. Die Helgoland-Expedition war von ihrem Leiter Theodor Lerner zunächst als Jagdausflug geplant worden, bekam durch die Teilnahme der beiden Zoologen aber einen wissenschaftlichen Charakter. Es gelang, die Insel Spitzbergen fast vollständig zu umrunden und König-Karl-Land zu erreichen. Die reiche zoologische Ausbeute der Expedition gab Anlass zur Herausgabe der Fauna Arctica, einer zusammenfassenden Darstellung der gesamten arktischen Tierwelt. Ein Kap der Insel Abeløya ist heute nach Fritz Schaudinn benannt.
1901 wurde er vom Kaiserlichen Gesundheitsamt als Leiter der Malariaforschungsstation Rovigno (Istrien) bestimmt. In dieser Zeit wurde im Deutschen Reich die Erforschung von Tropenkrankheiten vorangetrieben, um die Bemühungen um ein eigenes Kolonialreich zu unterstützen. Während dieser Zeit bestätigte er die Arbeit von Sir Ronald Ross und Giovanni Battista Grassi in der Malariaforschung. Der Zusammenhang zwischen Insektenstichen und Malaria war bereits bekannt und Schaudinn schien erstmals den genauen Prozess des Malariabefalls von Blutkörperchen unter dem Mikroskop nachzuweisen. Obwohl seine Beobachtungen nicht richtig waren, wurden sie dank Schaudinns großem internationalen Ansehen fast 30 Jahre lang akzeptiert und konnten erst 1931 durch Sydney Price James (1870–1946) berichtigt werden. Unter Schaudinns Leitung wurde auch erstmals eine Malaria-Bekämpfungskampagne in einem größeren Seuchengebiet durch gezielte Behandlung der Einwohner erprobt.
1904 kehrte er nach Berlin zurück, um das Institut für Protistenkunde am Kaiserlichen Gesundheitsamt zu leiten. 1905 wurde dem inzwischen äußerst angesehenen Wissenschaftler der Auftrag erteilt, die Befunde des Zoologen John Siegel, wie Schaudinn ein Schüler Schulzes, zu überprüfen, der berichtete, als Erreger der Syphilis eine flagellierte Protozoe ausgemacht zu haben, die er Cytorhyctes luis nannte. Ähnliche Erreger hatte er bereits für die Pocken, die Maul- und Klauenseuche und den Scharlach beschrieben. In Zusammenarbeit mit dem Berliner Hautarzt Erich Hoffmann entdeckte Schaudinn am 3. März 1905 den wirklichen Erreger nach wenigen Tagen intensiver Arbeit am Mikroskop. Medizinische Fachkreise in Deutschland schenkten seinen Ergebnissen zunächst jedoch keinen Glauben, unter anderem, weil zahlreiche Mediziner den Zoologen Schaudinn nicht akzeptierten. Im Ausland setzten sich die Erkenntnisse jedoch schnell durch und wurden mehrfach bestätigt.
Darüber hinaus stellte Schaudinn fest, dass Entamoeba histolytica der Erreger der Amöbenruhr ist, und erforschte ferner auch die nichtschädliche Darmflora.
Kurz vor seinem frühen Tod gab er seine Stellung im Kaiserlichen Gesundheitsamt auf und wechselte im April 1906 an das Hamburger Institut für Schiffs- und Tropenkrankheiten.
Die von Schaudinn 1902 gegründete Zeitschrift Archiv für Protistenkunde erscheint noch heute, inzwischen unter dem Titel Protist im Elsevier-Verlag. Aus Anlass ihres hundertjährigen Bestehens wurde 2002 der mit 2.000 US-Dollar dotierte Fritz-Schaudinn-Preis für die beste in Protist publizierte Originalarbeit der Jahre 2002 und 2003 gestiftet und einmalig an zwei Teams aus Japan und Deutschland vergeben. Seit 1955 verleiht die Deutsche Dermatologische Gesellschaft die Schaudinn-Hoffmann-Plakette an hervorragende Ärzte und Wissenschaftler, die sich um die Erforschung, Behandlung und Bekämpfung von infektiösen Erkrankungen der Haut und der angrenzenden Schleimhäute, vor allem der Geschlechtskrankheiten, besonders verdient gemacht haben.
Schaudinn wurde 1903 mit dem Tiedemann-Preis der Senckenbergischen Naturforschenden Gesellschaft ausgezeichnet. 1905 wurde er mit dem Offizierskreuz zum Franz-Joseph-Orden dekoriert. Er war korrespondierendes Mitglied oder Ehrenmitglied mehrerer wissenschaftlicher Gesellschaften.

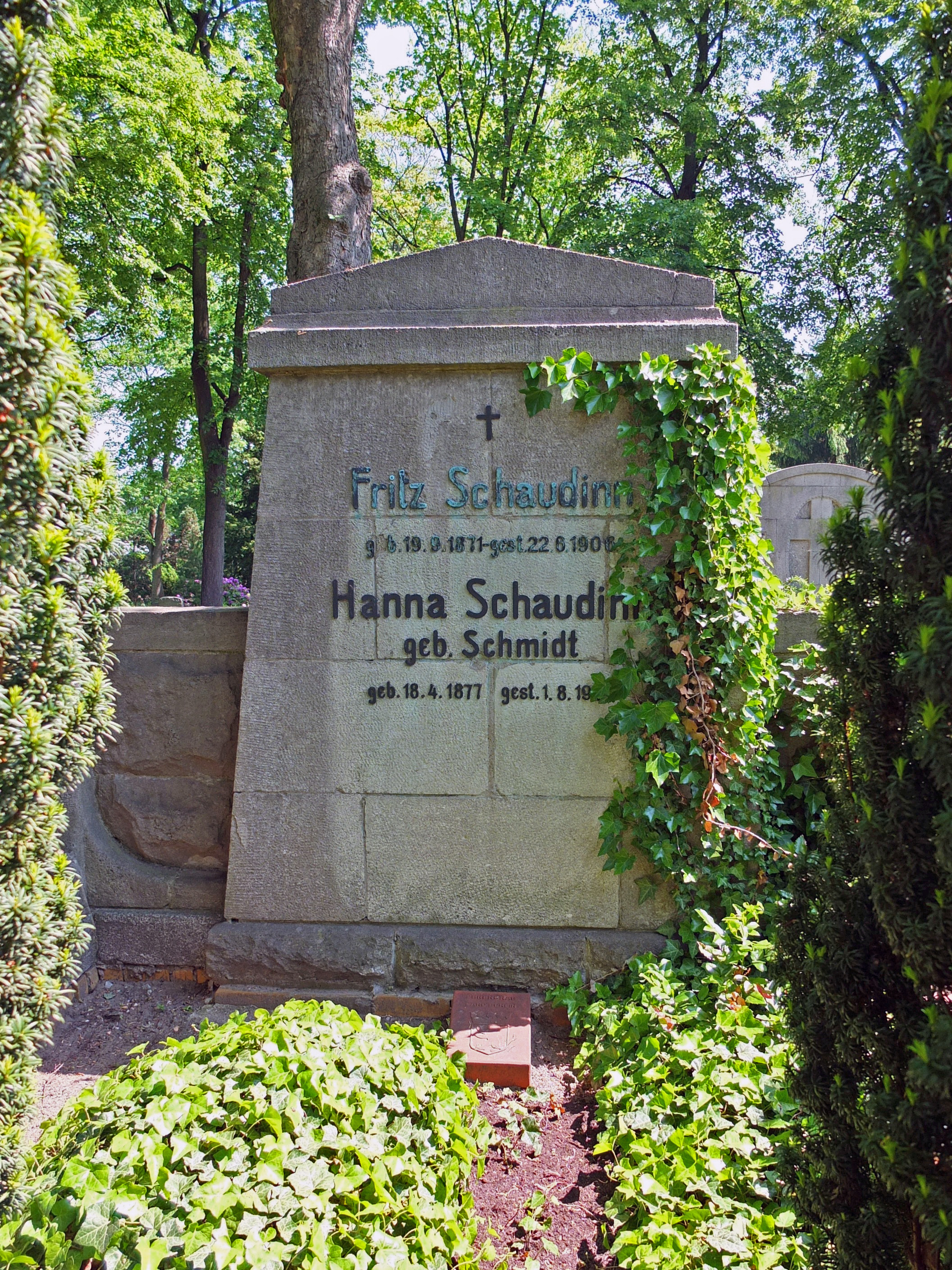
Grabstätte

Sein Grab auf dem Luisenfriedhof II in Berlin-Westend war von 1962 bis 2012 als Ehrengrab der Stadt Berlin gewidmet.
Ein Nachlass befindet sich in der Universitätsbibliothek Tübingen (Signatur: Mn 54).

## Schriften (Auswahl)
- Untersuchungen an Foraminiferen. I. Calcituba polymorpha. Roboz, Diss. Universität Berlin 1894.

- Über den Dimorphismus der Foraminiferen. In: Sitzungsberichte der Gesellschaft Naturforschender Freunde zu Berlin. Band 5, 1895, S. 87–97.
- mit Fritz Römer (Hrsg.): Fauna Arctica. Eine Zusammenstellung der arktischen Tierformen mit besonderer Berücksichtigung des Spitzbergen-Gebietes auf Grund der Ergebnisse der Deutschen Expedition in das nördliche Eismeer im Jahre 1898. Gustav Fischer, Jena 1900.
- Untersuchungen über den Generationswechsel von Trichosphaerium Sieboldi Schn., Reimer, Berlin 1900.
- mit Erich Hoffmann: Vorläufiger Bericht über das Vorkommen von Spirochaeten in syphilitischen Krankheitsprodukten und bei Papillomen. Springer, Berlin 1905.
- Fritz Schaudinns Arbeiten. Hrsg. mit Unterstützung der Hamburgischen Wissenschaftlichen Gesellschaft, Voss, Hamburg 1911.
- Tagebuch einer Eismeerfahrt / geschrieben von Fritz Schaudinn 1898. Gedruckt von seinen Enkeln anläßl. seines 100. Geburtstages 1971, Selbstverlag o. O. 1971.